# Автошлях Т 2402
Автошля́х Т 2402 — територіальний автомобільний шлях у Черкаській області. Проходить територією Черкаського району через Суботів — Кам'янку. Загальна довжина — 43,8 км.

## Маршрут
Автошлях проходить через такі населені пункти:
| Автошлях Т 2402   |           |
| Черкаська область |           |
| Черкаський район  |           |
| Суботів           | Р10       |
| Новоселиця        |           |
| Медведівка        |           |
| Мельники          |           |
| Грушківка         |           |
| Кам'янка          | Н01Т 2407 |

Маршрут проходить через Холодний Яр.